# Laura Ruhnke
Laura Ruhnke (* 25. Dezember 1983 in Biel/Bienne) ist eine ehemalige schweizerisch-kanadische Eishockeyspielerin, die zuletzt für die ZSC Lions Frauen in der höchsten Frauenliga der Schweiz, der Leistungsklasse A, spielte. Seit 2000 besitzt sie die Schweizer Staatsbürgerschaft. Ab 2005 spielte sie für die Schweizer Frauen-Nationalteams, ehe sie 2010 ihre Karriere beendete. Ihr Vater Kent ist Eishockeytrainer.

## Karriere
Laura Ruhnke spielte zwischen 2002 und 2005 für die Marlets, das Eishockeyteam der McGill University. Um sich besser auf die Olympischen Winterspiele 2006 vorbereiten zu können, unterbrach sie ihr Studium der Wirtschaft und Biologie und kehrte 2005 in die Schweiz zurück. Dort spielte sie für das HCL Ladies Team und gewann mit dieser Mannschaft 2006 die Meisterschaft der LKA.
Danach kehrte sie nach Kanada zurück und schloss ihr Studium ab. Im Dezember 2006 kam sie in die Schweiz zurück und spielte erneut für die HCL Ladies und gewann mit diesen einen weiteren Meistertitel.
Nach diesem Erfolg bekam sie ein Angebot des Aufsteigers ZSC Lions Frauen, das sie annahm. Bis 2010 spielte sie für die ZSC Lions Frauen, ehe sie ihre Karriere beendete.

### International
Ab 2005 spielte Ruhnke für das Schweizer Frauen-Nationalteam und nahm an vier Weltmeisterschaften und den Olympischen Winterspielen 2006 teil.
Im Februar 2010 trat sie nach der Nicht-Nominierung für die Olympischen Winterspiele 2010 aus der Nationalmannschaft zurück.

## Erfolge und Auszeichnungen
- 2004 Dritter Platz beim IIHF European Women Champions Cup mit dem EV Zug
- 2005 Aufstieg in die Top Division bei der Weltmeisterschaft der Division I
- 2006 Schweizer Meister der Frauen mit dem HCL Ladies Team
- 2007 Schweizer Meister der Frauen mit dem HCL Ladies Team

## Karrierestatistik
(Legende zur Spielerstatistik: Sp oder GP = absolvierte Spiele; T oder G = erzielte Tore; V oder A = erzielte Assists; Pkt oder Pts = erzielte Scorerpunkte; SM oder PIM = erhaltene Strafminuten; +/− = Plus/Minus-Bilanz; PP = erzielte Überzahltore; SH = erzielte Unterzahltore; GW = erzielte Siegtore; 1 Play-downs/Relegation; Kursiv: Statistik nicht vollständig)